# 台湾ビール
台湾ビール（たいわんビール、中国語: 台灣啤酒、タイワンピージョウ、英文：Taiwan Beer）は台湾の台湾煙酒公司が醸造・販売しているビールで、台湾最大のビール・ブランドである。

## 歴史
- 1919年 - 日本芳醸（台湾の日本酒製造会社[1]）社長の安部幸之助（安部幸兵衛長男[2]）らを発起人として「高砂麦酒株式会社」が設立される[3]。
- 1920年 - 日本の台湾領有下において高砂麦酒が台北州にビール工場を設立し、「高砂麦酒」（高砂ビール（中国語版）、たかさごビール）を販売開始。台湾全土における初のビール醸造事業となる[4]。
- 1933年 - 台湾総督府専売局の専売品となる。
- 1943年 - ビルマ支社が設立される。
- 1945年 - 中華民国が台湾を接収し、「台湾啤酒（啤酒は中国語でビールの意）」と改名する。
- 1949年 - 台湾省菸酒公売局の所有となり、ビールは中華民国・台湾省政府の専売品となる。
- 1975年 - 「建国ビール工場」となる。
- 1977年 - 国際ビール賞を受賞する。
- 2002年、台湾省菸酒公売局が民営化して台湾菸酒公司となる。Brewing Industry International Awardsを受賞する。
- 2010年 - 第16回アジア競技大会（中国・広州）の正式パートナー[5]となる。

## 製品一覧
台湾ビールの製品は下記の通り。
- 經典台灣啤酒 - 「高砂麦酒」の歴史を受け継ぐ、伝統的なラガービール。2015年[6]より「經典台灣啤酒」に改名され、『CLASSIC』を強調したラベルデザインに変更されている。
- 金牌台灣啤酒 - 2003年発売[7]の、主力のラガービール。2020年現在の樽生も、金牌の生ビールである。2020年現在は、台湾で最も人気のあるビールである。
- 18天台灣生啤酒 - 賞味期限18日の生ビール。
- 爽啤酒 - 2018年7月27日発売の、ホップフレーバーと爽快感を強調した、アルコール度数3.5%のライトビール。
- 台灣啤酒 小麥啤酒 - 2014年発売のヴァイツェン。烏日工場製の量産品が全国販売されているほか、専用のプリント瓶を採用した台北工場製のクラフトビールが台北限定で販売されている。
- 金牌FREE啤酒風味飲料 - 2019年8月14日発売の、ノンアルコールビールテイスト飲料。当初はセブンイレブンでテスト販売されていたが、その後全販路に拡大されている。
- 蜂蜜啤酒 - 2016年発売の、龍眼蜂蜜をブレンドしたビール。
- 水果台灣啤酒（芒果/葡萄/鳳梨） - マンゴーやブドウやパイナップルの果汁をブレンドしたフルーツビール。
- 果微醺 水果啤酒（白葡萄/荔枝） - 2011年発売の、白ブドウやライチの果汁をブレンドしたフルーツビール。

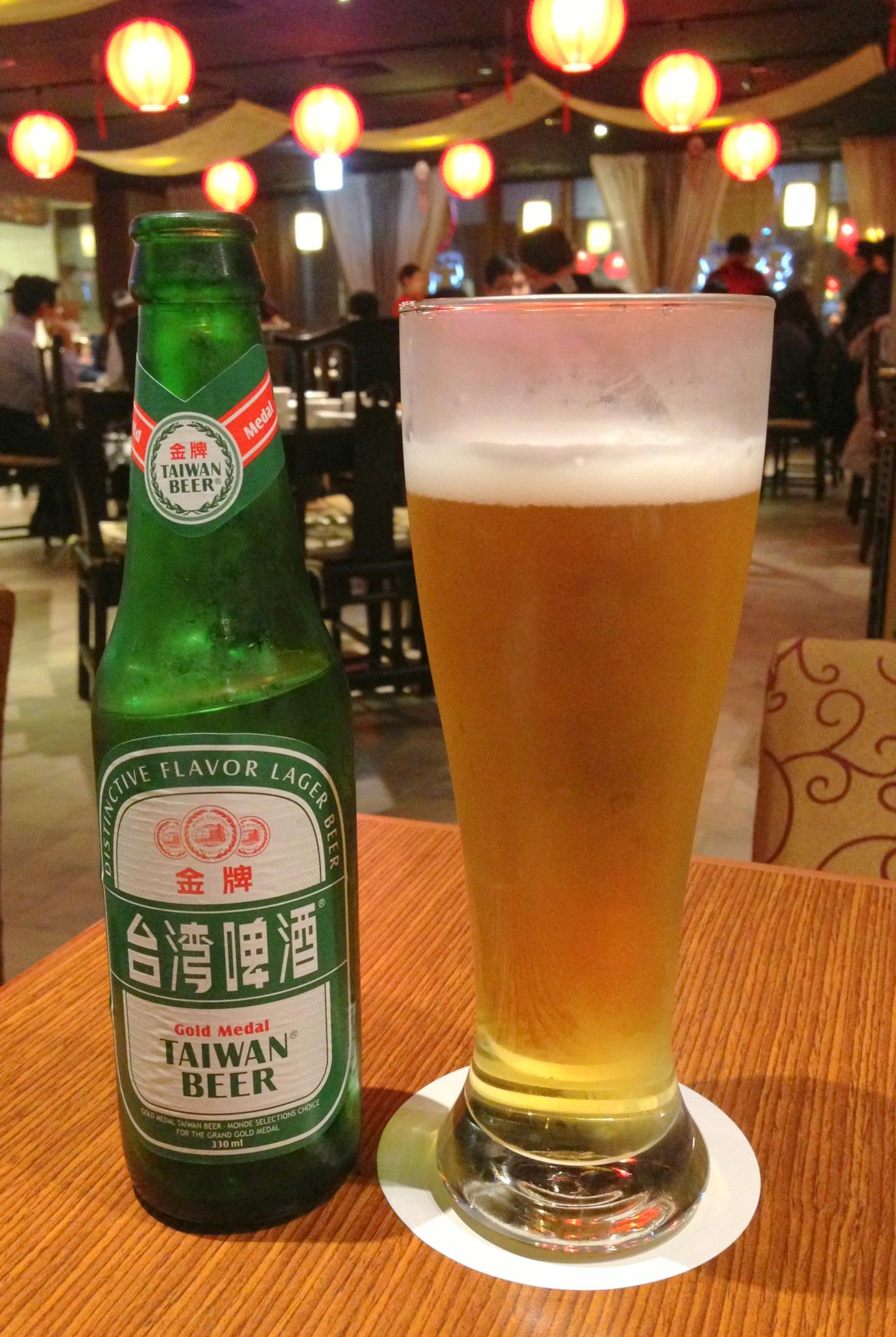
金牌台灣啤酒（330ml小瓶）
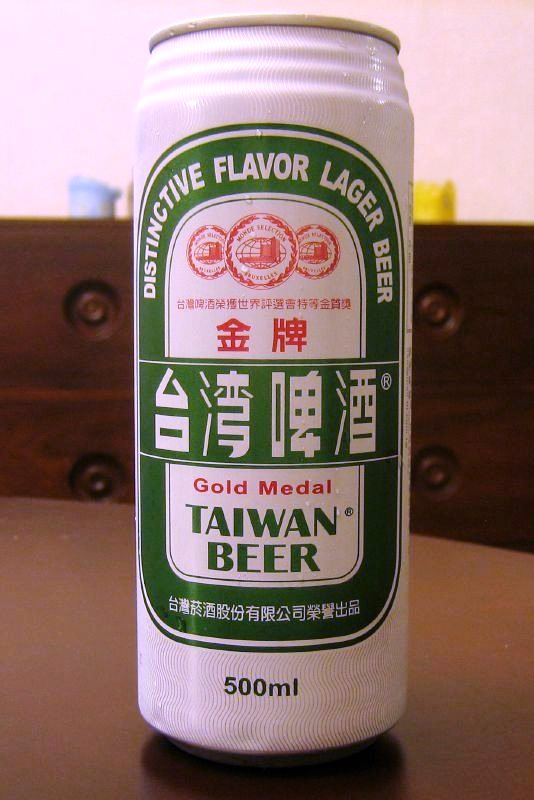
金牌台灣啤酒（500ml缶）
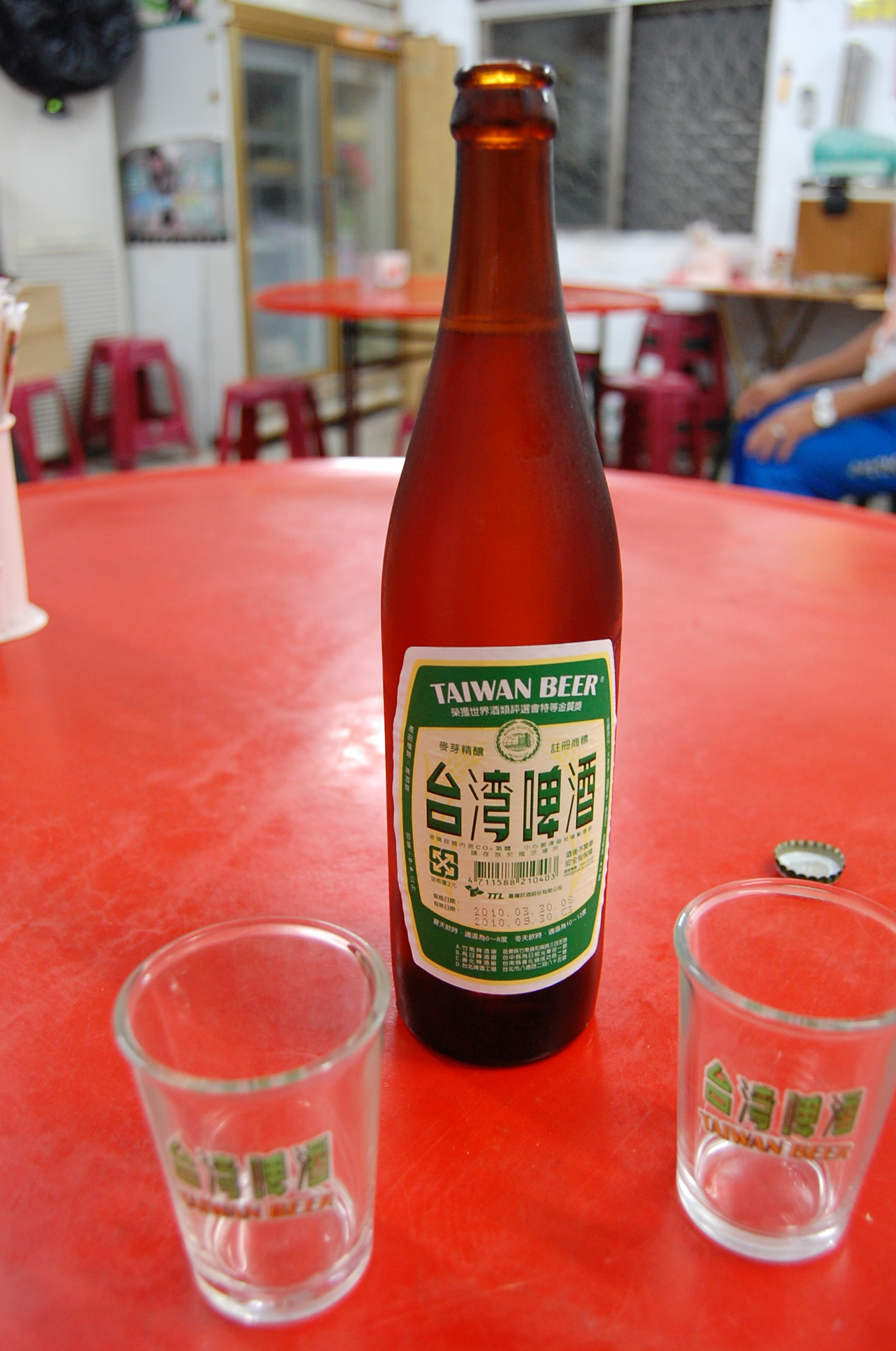
改名前の台灣啤酒（600ml大瓶）
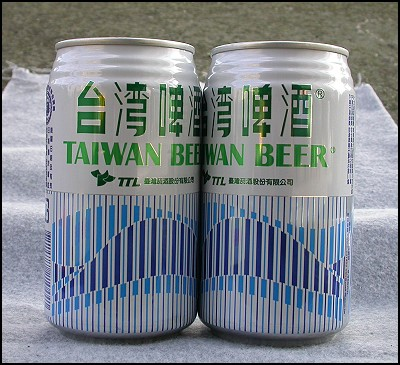
改名前の台灣啤酒（330ml缶）

## 現状
現在台湾に4つの工場（台北・苗栗・台中・台南）があり、台湾最大のビール・ブランドである。
第16回アジア競技大会（2010年、中国・広州）の正式パートナーとなり、これを機に中国への販売を開始した。